# Tonga westwoodi
Tonga westwoodi är en insektsart som först beskrevs av Victor Antoine Signoret 1862.  Tonga westwoodi ingår i släktet Tonga och familjen sköldstritar. Inga underarter finns listade i Catalogue of Life.